# Georg Bätzing
Georg Bätzing, né le 13 avril 1961 à Kirchen (Sieg), est un prélat allemand, évêque de Limburg depuis le 18 septembre 2016 et président de la Conférence épiscopale allemande depuis le 3 mars 2020.

## Biographie
Georg Bätzing est le fils d'un cheminot et d'une mère au foyer. Il est élevé à Niederfischbach (district de l'arrondissement d'Altenkirchen), dans le diocèse de Trèves. Bätzing décrit l'atmosphère familiale comme fort catholique. Il est enfant de chœur, fait partie de la chorale et participe à la vie paroissiale. 
Georg Bätzing est un cousin de la politicienne Sabine Bätzing-Lichtenthäler.

### Prêtre
Diplômé du lycée Freiherr-vom-Stein de Betzdorf en 1980, il entre au séminaire diocésain de Trèves et termine ses études en théologie et en philosophie à Université de Trèves et à Université de Fribourg-en-Brisgau avec un diplôme en théologie. Le 18 juillet 1987, il est ordonné prêtre par Hermann Spital (de) à Trèves, puis travaille comme vicaire à l'église de la Visitation de Klausen et à la paroisse Saint-Joseph de Coblence, puis il est nommé sous-recteur du séminaire de Trèves, poste qu'il occupe jusqu'en 1996. La même année, il obtient son doctorat en théologie à l'Université de Trèves avec une thèse de dogmatique sur les aspects ecclésiologiques de la pensée du purgatoire. Il est ensuite nommé recteur du séminaire de Trèves.
En plus de son poste de recteur, il est également responsable de la planification et de la mise en œuvre de mesures de formation avancée pour les responsables de séminaires dans les pays germanophones et pour les communautés religieuses du diocèse de Trèves. En outre, il est président du conseil d'administration de la Fondation August Doerner, qui finance le Studienhaus St. Lambert, séminaire installé à Lantershofen, village dépendant de Grafschaft (Rhénanie). En novembre 2005, il reçoit le titre honorifique de chapelain de Sa Sainteté. De 2002 à 2012, il est conseiller spirituel de l'hebdomadaire du diocèse de Trèves Paulinus. Le 1er novembre 2012, il est nommé vicaire général par Stephan Ackermann.

### Évêque de Limbourg
Après son élection par le chapitre de la cathédrale de Limbourg, Georg Bätzing est nommé évêque de Limbourg par le pape François le 1er juillet 2016, succédant à Franz-Peter Tebartz-van Elst. Il est sacré évêque et installé le 18 septembre 2016, des mains du cardinal Woelki, archevêque de Cologne, assisté de Manfred Grothe, administrateur apostolique de Limbourg, et Stephan Ackermann. Il choisit comme devise Congrega in unum.
Le 3 mars 2020, il est élu à la tête de la Conférence épiscopale allemande. Georg Bätzing, comme la majorité de ses confrères allemands, est influencé par les débats de la société contemporaine de son pays: il déclare en février 2019 qu'il est ouvert sur la question du célibat des prêtres, en avril 2020 qu'il est favorable à la bénédiction des couples de même sexe et le 18 septembre 2020 qu'il est favorable à l'institution de diaconesses dans l'Église catholique.